# Hugues VII de Lusignan
Pour les articles homonymes, voir Hugues de Lusignan.
Hugues VII le Brun, de Lusignan,, (v. 1060-v. 1148), est un noble poitevin, seigneur de Lusignan (1110-v. 1148). Il détenait également les châteaux et châtellenies de Frontenay, Couhé, Chizé, Angles, Benet et Soubise.
Hugues entre en conflit armé en 1110 avec son suzerain, le comte de Poitou, Guillaume IX d'Aquitaine jusqu'en 1118 ; ainsi qu'avec le pouvoir ecclésiastique poitevin qui l'excommunie. En 1146 il se fait croisé, comme son père, et s'engage en Orient avec l'armée royale.
Avec son épouse, Sarrasine de Lezay, Hugues contribue à la fondation de l'abbaye de Bonnevaux.

## Biographie

### Famille
Hugues VII le Brun est le fils d'Hugues VI de Lusignan  dit le Diable (v. 1035-1110) et d'Audéarde de Thouars (v. 1048-av. 1115/1140), fille du vicomte Aimery IV de Thouars (v. 1020-1093) et d'Aurengarde.
Hugues VII a un frère cadet, Rorgon (v. 1060-ap. 1110), qui disparait des actes après février 1110. Il est possible que Rorgon soit victime de la guerre (1110-1118) qui opposa sa famille au comte de Poitou. Sa sœur Mélisende (v. 1060-ap. 1075), est l'épouse du vidame de Parthenay, Simon Ier (av. 1047-1075).
Hugues VII possède un cercle familial très riche. Il a pour cousins, dans le Poitou, les vicomtes Aimery V de Thouars (♰ 1127),, Aimery Ier de Châtellerault (1077-1151), et pour neveu Simon II de Parthenay (av. 1075-1121),.
Hugues est apparenté, par sa grand-mère paternelle, Almodis de la Marche (v. 1023-1071), aux comtes de la Marche, de Toulouse et de Barcelone. Sa cousine, Philippe ou Philippa de Toulouse (♰ 1117), fille de Guillaume IV est l'épouse de son suzerain, Guillaume IX (1071-1127), comte de Poitou et duc d'Aquitaine (1086-1127) ; ils sont les grands-parents paternels d'Aliénor d'Aquitaine. Hugues est également cousin avec Pons de Melgueil (♰ 1126), abbé de Cluny,, figure monastique charismatique de son époque à la carrière prestigieuse dont la chute a un retentissement important au sein de la chrétienté.

### Guerre contre le comte de Poitou
Hugues VII devient seigneur de Lusignan en 1110 et doit s'acquitter, auprès de son suzerain, d'un droit de rachat (à la suite de l'héritage) du fief familial, ce qu’il refuse. Son neveu, Simon II de Parthenay, se retrouve dans une situation identique à la suite du décès de son oncle Ebbon (♰ 1110). Les seigneurs de Lusignan et de Parthenay se révoltent contre le comte de Poitou, leur suzerain.
Simon sollicite l'aide du jeune comte d'Anjou, Foulques V, donnant de l'ampleur au conflit qui ravage le Poitou pendant huit années : dévastations,, attaques,, famines et pénuries de sel en Poitou jusqu'en Val de Loire,. Le conflit se règle par la défaite des insurgés lors d'une bataille qui a lieu, le 9 août 1118, à Taillebourg. Simon II de Parthenay est capturé par Guillaume IX qui est grièvement blessé à la cuisse,,.
Hugues VII est vaincu, son neveu Simon II de Parthenay retrouve la liberté en 1120 après le versement d'une importante rançon,.

### Fondation du monastère de Bonnevaux
En 1120 ou 1121, Hugues VII et Sarrasine de Lezay co-fondent le monastère de Bonnevaux en Gâtine. Simon II de Parthenay, libéré, souscrit à la donation. En 1121, Simon décède subitement à Parthenay,. Son fils, Guillaume III Larchevêque, lui succède en tant que seigneur de Parthenay. 
Le couple effectue vers1112 une donation à l'abbaye de Saint-Cyprien de Poitiers en présence de leur fils aîné.

### Le rapt de Guillaume de Lezay
En 1127 Hugues VII accompagne le nouveau duc d'Aquitaine, Guillaume X le Toulousain, dans le bas-Poitou à Talmont, fief tenu par Guillaume de Lezay son beau-frère,. Ce dernier retient captif plusieurs fidèles du duc, dont Hugues VII de Lusignan, puis les rançonne,,,.

### Excommunication
Hugues VII est excommunié pour avoir commis des exactions sur les terres appartenant à l'évêque de Poitiers. En 1144, du fait de la médiation de l'archevêque de Bordeaux, le seigneur de Lusignan fait amende honorable devant l'évêque Bernard de Saintes, l'évêque Gilbert de la Porée et le chapitre de Poitiers,.

### Croisade et décès
Le 31 mars 1146, Hugues VII se rend à l'assemblée convoquée par le roi à Vézelay. En compagnie de son allié Geoffroy III de Rancon, il prend la croix à la suite de la prédication de Bernard de Clairvaux et accompagne Louis VII de France à la deuxième croisade en 1147.
Il est probable qu'Hugues VII  le Brun décède en Orient l'année suivante, peut-être lors de la bataille du mont Cadmos, le 6 janvier 1148.

## Mariage et descendance

### Sarrasine de Lezay
Sarrasine (v. 1085-av. 1144) est la sœur ou la fille de Guillaume de Lezay (♰ 1137), seigneur de Lezay et de Talmont,,, fils de Joscelin de Lezay (♰ ap. 1112). Sa sœur, Eustachie, est l'épouse d'Ebles de Mauléon et l'héritière de la seigneurie de Talmont,. 
Sarrasine épouse Hugues VII et apporte sûrement en dot des terres à Bonneuil situées dans la châtellenie de Lezay. Sarrasine vivait encore 1143 et était décédée dès 1144.

### Postérité
Hugues et Sarrasine ont pour descendance six enfants connus :
- Hugues VIII de Lusignan (v. 1097-ap. 1171), seigneur de Lusignan ;
- Guillaume[58] Ier d'Angles (v. 1097-ap. 1151), seigneur d'Angles-sur-l'Anglin, épouse Marguerite (av. 1130-ap. 1151)[59],[57] ; sans postérité connue ;
- Rorgon Ier[45] (v. 1105-ap. 1169)[60], seigneur d'Angles-sur-l'Anglin, est le fondateur du sous-lignage[61] d'Angles de la maison de Lusignan[62]. L'identité de sa première épouse est inconnue (av. 1143-av. 1168) ; sans postérité connue. Rorgon épouse en secondes noces Almodis (av. 1157-av. 1201), dont il a, sans certitude :
  - Guillaume II d'Angles (av. 1168-1237/39) seigneur d'Angles,
  - Aude d'Angles (av. 1169-ap. 1181) moniale à Montazais ;
- Simon Ier de Lezay[45] dit le Brun[2],[60] (v. 1110-v. 1181), est seigneur de Lezay, puis du château d'Angles-sur-l'Anglin pour les enfants de son frère Rorgon encore mineurs[63]. Il est le fondateur du sous-lignage[61] de Lezay de la maison de Lusignan[62]. D'une union avec une inconnue, il a :
  - Guillaume Ier de Lezay[3],[64] (av. 1150-ap. 1203), seigneur de Lezay et d'Angles-sur-l'Anglin, prévôt de Poitiers[65] ;
- Galeran [de Lusignan][45] (av. 1130-v. 1168)[60] ;
- Denise [de Lusignan][57] dite Aumou[66] (av. 1130-ap. 1173) mariée à Geoffroy IV (v. 1125-v. 1173), vicomte de Thouars[67],[68],[69],[70].

## Sceau et armoiries

### Sceau [1144]
Ce sceau a été relevé par Yves Airiau dans les sources érudites relatives au sceau avers équestre de chasse appendu à une charte en 1144,. Ce sceau armorial fournirait la première occurrence connue du burelé des Lusignan.
Avers : Rond,
Description : Sceau équestre, le seigneur à cheval, le cornet au col, un oiseau au poing et un chien en croupe.
Contre-sceau : Rond,,
Description : Sceau armorial à l'écu burelé.

### Armoiries [1144]
| Blason | Blasonnement : Écu fascé d'argent et d'azur de huit pièces Commentaires : Armoiries d'Hugues VII de Lusignan, seigneur de Lusignan, d'après un dessin d'Anselme de Sainte-Marie du XVIIIe siècle. |

Références,,

### Armoiries [hypothétiques]
Les auteurs de la Salle des Croisades ne mentionnent pas leurs sources quant à l'attribution de ces armoiries. Il est probable qu'ils se soient basés sur les armes portées par les générations suivantes, ou celles cités plus haut, pour attribuer à Hugues VII les armoiries suivantes :
| Blason | Blasonnement : Écu burelé d'argent et d'azur de dix pièces Commentaires : Armoiries [hypothétiques] d'Hugues VII le Brun selon les Salles des Croisades, château de Versailles. |

Référence

## Sources et bibliographie

### Sources diplomatiques
- Chartes et documents pour servir à l'histoire de l'abbaye de Saint-Maixent, vol. 1, éd. Alfred Richard, Archives historiques du Poitou, t. XVI, Poitiers, Oudin, 1886. [lire en ligne]

### Sources narratives
- « Chronicon Sancti-Maxentii Pictavensis », dans Chroniques des églises d'Anjou, éd. Paul Marchegay et Emile Mabille, Société de l'histoire de France, Paris, Jules Renouard, 1869, p. 349-433. [lire en ligne]

### Sources sigillographiques
- Yves Airiau, « Compléments et corrections à la Sigillographie du Poitou », Revue française d’héraldique et de sigillographie - Études en ligne, Société française d’héraldique et de sigillographie, 2021. [lire en ligne]
- SIGILLA : base numérique des sceaux conservés en France, « Hugues VII de Lusignan », sur sigilla.irht.cnrs.fr, Cnrs / IRHT. [lire en ligne]
- Clément de Vasselot de Régné, « Les mécanismes identitaires d’un groupe familial : sigillographie et héraldique des Lusignan en Occident (XIIe – XIVe siècles) », Revue française d’héraldique et de sigillographie - Études en ligne, Société française d’héraldique et de sigillographie, 2021. [lire en ligne]